# Защитное (Крым)
Защи́тное (до 1948 года Меси́т; укр. Защитне, крымскотат. Mesit, Месит) — исчезнувшее село в Джанкойском районе Республики Крым, располагавшееся на юго-востоке района, в степной части Крыма, примерно на равном расстоянии от современных сёл Майское и Полевое.

### Динамика численности населения
| - 1805 год — 132 чел. - 1864 год — 16 чел. - 1889 год — 71 чел. - 1892 год — 19 чел. | - 1900 год — 121 чел. - 1915 год — 54/46 чел. - 1926 год — 102 чел. |

## История
Первое документальное упоминание села встречается в Камеральном Описании Крыма… 1784 года, судя по которому, в последний период Крымского ханства Меит входил в Насывский кадылык Карасубазарского каймаканства. После присоединения Крыма к России (8) 19 апреля 1783 года, (8) 19 февраля 1784 года, именным указом Екатерины II сенату, на территории бывшего Крымского Ханства была образована Таврическая область и деревня была приписана к Перекопскому уезду. После Павловских реформ, с 1796 по 1802 год, входила в Перекопский уезд Новороссийской губернии. По новому административному делению, после создания 8 (20) октября 1802 года Таврической губернии, Месит был включён в состав Таганашминской волости Перекопского уезда.
По Ведомости о всех селениях в Перекопском уезде состоящих с показанием в которой волости сколько числом дворов и душ… от 21 октября 1805 года в деревне Мечит числилось 19 дворов, 130 крымских татар и 2 ясыров. На военно-топографической карте генерал-майора Мухина 1817 года деревня Месит обозначена с 13 дворами. После реформы волостного деления 1829 года Месит, согласно «Ведомости о казённых волостях Таврической губернии 1829 года», отнесли к Башкирицкой волости (переименованной из Таганашминской). На карте 1836 года в деревне 22 двора, как и на карте 1842 года.
В 1860-х годах, после земской реформы Александра II, деревню включили в состав Владиславской волости. В «Списке населённых мест Таврической губернии по сведениям 1864 года», составленном по результатам VIII ревизии 1864 года, Месит (он же Колай-Месит) — владельческая татарская деревня, с 5 дворами, 16 жителями и мечетью при колодцах. По обследованиям профессора А. Н. Козловского начала 1860-х годов, в селении была пресная вода в колодцах глубиной 2,5—3 сажени (5—6 м). На трёхверстовой карте Шуберта 1865—1876 года в деревне Месит отмечены 4 двора. Согласно «Памятной книжке Таврической губернии за 1867 год», деревня Месит была покинута жителями, в результате эмиграции крымских татар, особенно массовой после Крымской войны 1853—1856 годов, в Турцию и лежала в развалинах. Согласно энциклопедическому словарю «Немцы России», в 1867 году в пустую деревню, на 988 десятин земли, заселились немцы лютеране. В январе 1971 года в уездным врачём Кардиновым в деревне была зафиксирована эпидемия кори, в результате которой были умершие (всего по уезду 5 человек).
После утверждения 3 июля 1871 года Александром II Правила устройство поселян-собственников (бывших колонистов), деревню приписали к немецкой Эйгенфельдской волости. В «Памятной книге Таврической губернии 1889 года», по результатам Х ревизии 1887 года, в деревне Месит числилось 9 дворов и 71 житель.
После земской реформы 1890 года отнесли к Тотанайской волости. Согласно «…Памятной книжке Таврической губернии на 1892 год», в селе Месит, приписанном только к волости, без сельского общества, было 19 жителей в 6 домохозяйствах. По «…Памятной книжке Таврической губернии на 1900 год» в Месите числилось 121 житель в 18 дворах, в 1905 — 60 и в 1911 году — 78. По Статистическому справочнику Таврической губернии. Ч.II-я. Статистический очерк, выпуск пятый Перекопский уезд, 1915 год, в деревне Месит Тотанайской волости Перекопского уезда числилось 12 дворов (9 дворов с землёй, 3 — безземельные) с немецким населением в количестве 54 человек приписных жителей и 46 «посторонних», из которых 46 мужчин и 54 женщины. Жители владели 1021 десятинами удобной земли. В хозяйствах имелось 80 лошадей, 57 волов, 46 коров и 79 голов мелкого скота.
После установления в Крыму Советской власти, по постановлению Крымревкома от 8 января 1921 года № 206 «Об изменении административных границ» была упразднена волостная система и в составе Джанкойского уезда был создан Джанкойский район. В 1922 году уезды преобразовали в округа. 11 октября 1923 года, согласно постановлению ВЦИК, в административное деление Крымской АССР были внесены изменения, в результате которых округа были ликвидированы, основной административной единицей стал Джанкойский район и село включили в его состав. Согласно Списку населённых пунктов Крымской АССР по Всесоюзной переписи 17 декабря 1926 года, в селе Месит (и Куремес Месит (вакуф)) Мешеньского сельсовета Джанкойского района, числилось 22 двора, из них 20 крестьянских, население составляло 102 человека, из них 92 немца, 9 украинцев и 1 русский. На 1926 год в селе действовала начальная школа, в период коллективизации был создан колхоз «Гигант». Постановлением ВЦИК «О реорганизации сети районов Крымской АССР» от 30 октября 1930 года, был вновь создан Биюк-Онларский район (ранее существовал с 1921 года до 11 октября 1923 года), на этот раз — как немецкий национальный и село вошло в его состав, а, после образования в 1935 году Колайского района (переименованного указом ВС РСФСР № 621/6 от 14 декабря 1944 года в Азовский) — передали в новый район. Вскоре после начала Великой Отечественной войны, 18 августа 1941 года крымские немцы были выселены, сначала в Ставропольский край, а затем в Сибирь и северный Казахстан.
После освобождения Крыма от фашистов в апреле, 12 августа 1944 года было принято постановление № ГОКО-6372с «О переселении колхозников в районы Крыма» и в сентябре 1944 года в район приехали первые новоселы (27 семей) из Каменец-Подольской и Киевской областей, а в начале 1950-х годов последовала вторая волна переселенцев из различных областей Украины. С 25 июня 1946 года Месит в составе Крымской области РСФСР. Указом Президиума Верховного Совета РСФСР от 18 мая 1948 года, Месит переименовали в Защитное. 26 апреля 1954 года Крымская область была передана из состава РСФСР в состав УССР. На 15 июня 1960 года село числилось в составе Майского сельсовета.
Указом Президиума Верховного Совета УССР «Об укрупнении сельских районов Крымской области», от 30 декабря 1962 года Азовский район был упразднён и село вновь присоединили к Джанкойскому. Ликвидировано после июня 1977 года, так как согласно справочнику «Крымская область — 1977 год» ещё числилось в составе Майского сельсовета.